# 葫芦丝

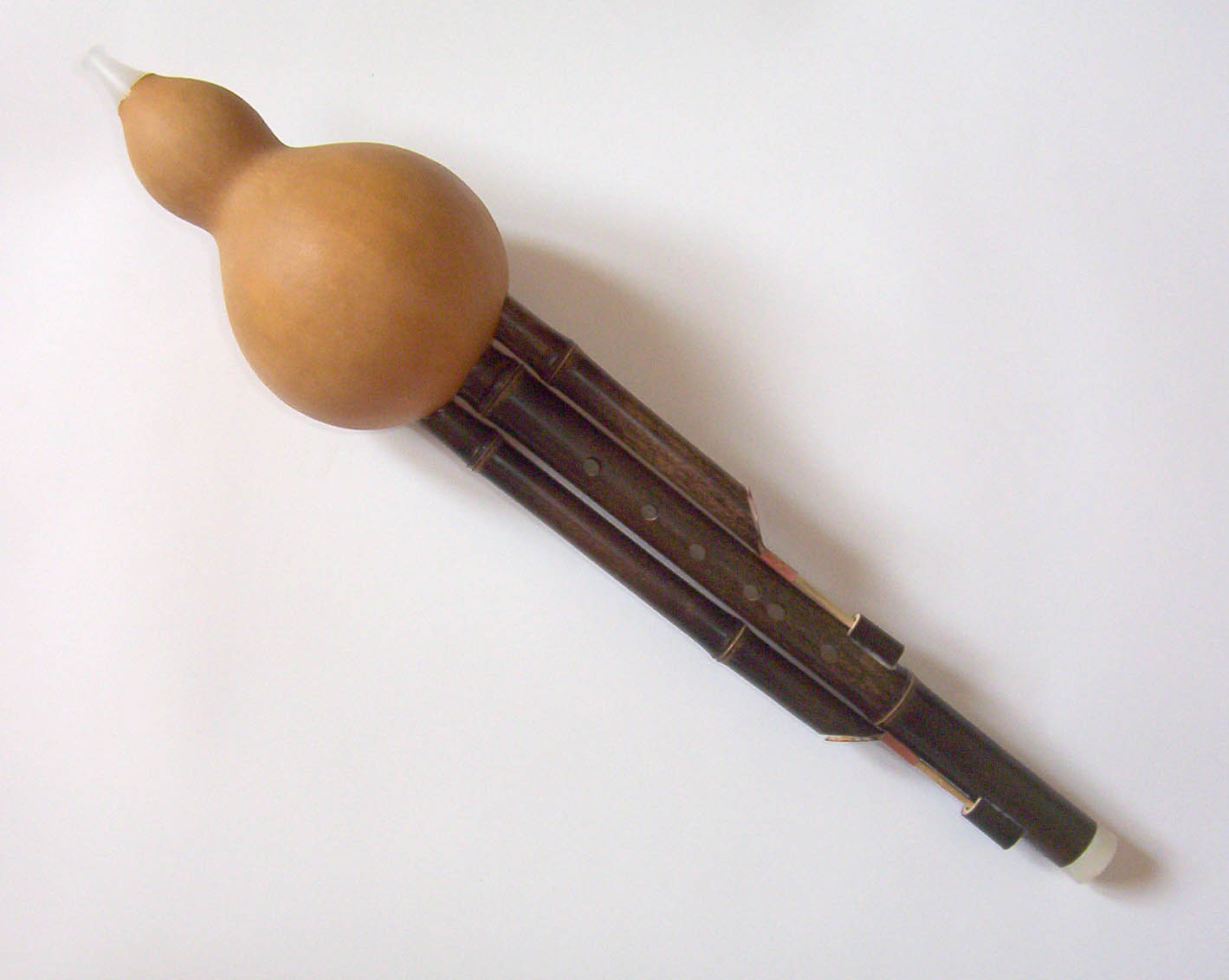
葫蘆絲

C调葫芦丝音域

葫芦丝，又叫葫芦箫、筚朗叨（傣语，“筚”是气鸣乐器的总称，“朗”和“叨”是一个词组葫芦的意思 用相近的泰语显示是 ปี่น้ำเต้า）、泼勒翁（阿昌语，“泼勒”是箫，“翁”是葫芦）、布赖（德昂族語，“布”是吹，“赖”是葫芦）、米伦、比格宝、渥格宝（德昂族各地方言）、拜洪廖（佤语，“拜”是簧管乐器的泛称，“洪廖”是葫芦）或同格满（布朗族）、背板（西盟佤族），是傣族、阿昌族、德昂族、佤族、布朗族等族单簧气鸣乐器，属簧管乐器，主要流行于傣、阿昌、佤、德昂和布朗等族聚居的云南德宏、临沧地区。

## 样式

### 傣族葫芦丝
把3根长短不一的竹管并排插入葫芦。竹管下端，嵌有铜簧片，中间一根较长的竹管开7个按音孔，前6后1，可吹出由g～g1一个八度，称为主管。其余两根是副管，只设簧片、不开音孔，葫芦柄端开有送气孔或插入一小竹管形成吹口，吹奏时，主管奏主旋律，副管发单音，形成和声效果。

### 阿昌族葫芦丝
阿昌族的葫芦丝和傣族的相似，用葫芦和金竹管制成。吹管长6厘米，主管长50厘米，副管分别长33和17厘米，在两支副管靠近主管的一侧，分别留有一条竹片，用细竹条与主管捆扎在一起。

### 西盟佤族葫芦丝
3根箫管插入葫芦底部，用蜡封固，上端的竹制吹管仅长两厘米。主管除开有7个音孔外，在正面的最下方还开有两个气孔。主管演奏旋律，两根副管发出纯五度音程的持续音为旋律伴奏。如不需要持续音或需要单持续音时，还可将副管堵住。

## 葫芦丝的传说
1. 相传在云南德宏傣族景颇族自治州梁河县勐养江畔，有一個傣族男孩子在一次山洪爆发中用一个大葫芦救出心上人，佛祖被他忠贞不渝的爱情所感动，把竹管插入金葫芦，送给男孩子，男孩子立刻吹出美妙的乐声，顿时风平浪静，鲜花盛开，孔雀开屏，祝福这对情侣吉祥幸福，从此，葫芦丝就在梁河县勐养傣族人家传承下来，梁河的德昂族、景颇族、阿昌族也前来學習，並扩大到了整个德宏和其他民族地区。[1]
2. 上古时代有一头凶兽，经常下山吃人和牲畜。有傣族英雄叫做阿泰，他到女娲的宫殿，女娲赐他一個可以收取妖魔鬼怪的葫芦。阿泰回到自己的家乡，等凶兽出现之时，用葫芦将凶兽收取。但凶兽依然在葫芦里乱撞，于是阿泰将一根竹子插在了葫芦的底部，凶兽终于在里面安静了下来，再也没有出来作怪。后来为了纪念阿泰的事迹，大家仿照这葫芦和竹子模样作出了葫芦丝，作为乐器流传了下来。

### 葫芦丝名家
- 哏德全
- 林荣昌
- 曲佤哈文

### 葫芦丝名曲
- 月光下的凤尾竹
- 婚誓
- 多情的巴乌
- 竹林深处
- 山寨情歌
- 侗乡之夜
- 瑶族舞曲
- 欢乐傣乡
- 竹楼情歌
- 放马山歌
- 美丽的金孔雀
- 军港之夜
- 梦回景颇山
- 勐养江畔
- 古歌
- 金色的孔雀
- 赶摆
- 迷人的葫芦箫
- 景颇山
- 版纳之夜
- 金孔雀与凤尾竹
- 云之南
- 月亮升起来
- 乌香
- 刘三姐
- 佤山春
- 执玛格聂
- 渔乐
- 奥运喜讯传金湾
- 打跳欢歌
- 蓝色的香巴拉
- 蝴蝶泉边
- 猎归
- 贡布舞